# Musée d'Art Ōkawa
Le musée d'art Ōkawa (大川美術館, Ōkawa Bijutsukan) situé dans la ville de Kiryū, préfecture de Gunma au Japon est consacré à l'art moderne japonais.
Le musée, inauguré en avril 1989, présente la collection de l'homme d'affaires et écrivain Eiji Ōkawa (大川栄ニ (), 1924-2008), né à Kiryū, et comprend environ 6 500 items. Le fonds de la collection est constitué d’œuvres de Shunsuke Matsumoto (松本竣介 ()) et Hideo Noda (en) (野田英夫 ()) ; il y a de nombreuses œuvres d'autres artistes associés aux deux précédents. Le musée possède également une centaine de dessins par Takeji Fujishima (藤島武二 ()) et deux cents dessins de Shimizu Toshi (en) (清水登之 ()).
Les expositions de musée ne sont pas limitées à l'art japonais. Par exemple, au début de 1990, a été organisée une exposition consacrée au peintre et photographe Ben Shahn.